# بيغاسوس (برمجية)
بيغاسوس هو برنامج تجسسي اسرائيلي يُمكِن تثبيته على أجهزة تشغيل بعض إصدارات نظام آي أو إس (أبل) أو أي نظام آخر، من أجل التجسس على الشخص المستهدف ومعرفة ما يقوم به على هاتفه المحمول والاطلاع على ملفاته وكل الصور أو الوسائط التي يحتفظ بها في الجوال. اكتُشفت هذه البرمجية في آب/أغسطس 2016 وذلكَ بعد فشل تثبيتها على آي فون أحد النشطاء في مجال حقوق الإنسان الإماراتي «أحمد منصور»، ما مكَّن شركة أبل من الانتباه لها والانتباه لاستغلالها الثغرات الأمنية بهدف الاختراق والتجسّس.
بشكلٍ عام فأن برمجيّة بيغاسوس قادرة على قراءة الرسائل النصية، تتبع المكالمات، جمع كلمات السر، تتبع موقع أو مكان الهاتف وكذا جمع كلّ المعلومات التي تُخزنها التطبيقات. حينَ اكتشاف البرمجيّة؛ أصدرت شركة أبل نسخة 9.3.5 وذلكَ بهدفِ إصلاح نقاط الضعف التي احتوت عليها النسخة السابقة. حظيت هذه البرمجيّة بشهرة كبيرة وبتغطيّة إعلاميّة خاصة بعدما انتشرت أخبار تُفيد باستعمالها في التجسس على شخصيات مهمة في مُختلف المجالات. أَطلقت عليها بعضُ وسائل الإعلام لقبَ «البرمجيّة الأكثر تطورًا» وذلك بعدَ نجاحها فِي التجسس على هواتف آي فون المعروفة بقوّة حمايتها لبيانات المستخدم مقارنة بأنظمة تشغيل أخرى. من ناحية أخرى؛ ذكرت الشركة المصنعة للبرمجيّة وهي شركة إن إس أو أنّ لها إذنًا من بعض الحكومات للاستمرار في صناعة البرنامج وذلك للمساعدة على مكافحة الإرهاب والجريمة على حد زعمها.
بيغاسوس هو الاسم الذي يُطلق على برنامج تجسس يثبت على أجهزة تشغيل بعض إصدارات آي أو إس. عمليًا؛ البرنامج لا يعمل من تلقاء نفسه بل يستهدف المستخدم من خِلال دفعه بطريقة من الطرق إلى النقر على رابط خبيث مما يُمكّن من تحميل بيغاسوس التي يتمثلُ دورها في كسر آي أو إس على الجهاز وبالتالي التمكن من قراءة الرسائل النصية، المكالمات، جمع كلمات المرور، تتبع موقع الهاتف، جمع بيانات التطبيقات بما في ذلكَ جي ميل، فايبر، فيسبوك، واتساب، تيليجرام وسكايب.

## استهداف الصحفيين
- في عام 2021، أعلن زعيم حزب "غد الثورة" المصري أيمن نور عن تلقيه إخطارات عديدة بتعرض هاتفه لاختراق من خلال برنامج بيغاسوس، وقال في تغريدة على تويتر عنونها بوسم «فضيحة تجسس» إن شركة بريطانية وجهة أميركية ومختبر كندي أبلغوه بقيام جهة استخباراتية باختراق هاتفه، وأوضح أن ذلك تم «من خلال شفرة ماكرة وبرنامج بيغاسوس لشركة إن إس أو الإسرائيلية والمبيع لأجهزة استخباراتية عربية».[3]
- استخدم برنامج بيغاسوس من قبل عصابات المخدرات المكسيكية لاستهداف وترهيب الصحفيين المكسيكيين والجهات الحكومية.[4]
- في 18 يوليو 2021 كُشف عن التجسس على المعارضين السياسيين والصحفيين والنشطاء من قبل عدة دول باستخدام بيغاسوس.[5]

## التصحيح
بعدما انتشرت عدّة تقارير تتحدثُ عنِ البرمجيّة وما يُمكنها القيام به داخل هواتف أبل؛ أصدرت هذه الأخيرة إصدار 9.3.5 في آب/أغسطس 2016 والذي حدّثت فيهِ بعض الحزم البرمجيّة لتفادي حصول هذا المشكل. تبيّنَ في وقتٍ لاحق أنّ بيغاسوس كانت تستغل ثلاث ثغرات أمنية في نظام أبل وهيَ نفس الثغرات التي عملت الشركة على غلقها.

## الاكتشاف
اكتُشفت الثغرات الأمنية في نظام آي أو إس قبل حوالي 10 أيام من إصدار تحديث 9.3.5. حسب البحث الذي أجرتهُ مؤسّسة سيتيزن لاب الكنديّة في وقتٍ لاحق بالتعاون مع بعض المؤسّسات البحثية والمختصة في هذا المجال فإنّ الناشط الحقوقي الإماراتي أحمد منصور يُعدّ من أوائل المستهدفين بهذه البرمجيّة الخبيثة وذلك بعدما أُرسلَ له رابط ملغم يتحدث حول التعذيب في سجون الإمارات وبمجرد ما ولجَ له فُتحت ثلاث ثغرات أمنيّة في هاتفه استغلتها بيغاسوس لكسر حماية نظامه ونقل كل بياناته. أثارت هذه الواقعة جدلًا كبيرًا وركّز عليها الإعلام بشكل كبير؛ فيمَا ذكرت نيويورك تايمز إلى جانب صحيفة تايمز أوف إسرائيل أنه يبدو أنّ الإمارات العربية المتحدة قد بدأت استخدام هذه البرمجيّة في وقتٍ مبكرٍ من عام 2013.
في عام 2022، كشفت المصادر أن وحدة تابعة لشركة مبادلة للاستثمار في أبوظبي، مبادلة كابيتال، كانت واحدة من أكبر المستثمرين في صندوق نوفالبينا كابيتال للأسهم الخاصة الذي تبلغ قيمته مليار يورو، والذي اشترى مجموعة NSO في عام 2019. ومنذ ذلك الحين، أصبحت مبادلة مستثمر في الشركة مع التزامه بمبلغ 50 مليون يورو، والحصول على مقعد في لجنة أكبر المستثمرين في صندوق الأسهم. تم اقتفاء أثر الصحفيين والمدافعين عن حقوق الإنسان ونساء العائلة المالكة في دبي على أنهم تعرضوا للاختراق باستخدام برنامج التجسس Pegasus خلال نفس الوقت.

### الأخبار
كشف باحثون في مختبر سيتيزين الكندي أن حكومة البحرين استخدمت «بيغاسوس» التابع لمجموعة أن أس أو للتقنية (شركة إسرائيلية للتقنية) لاختراق بيانات النشطاء والمدونين وأعضاء وعد (جمعية سياسية بحرينية علمانية) وعضو في الوفاق (جمعية سياسية بحرينية شيعية) وأعضاء مركز البحرين لحقوق الإنسان. وبحسب ما ورد حصلت البحرين على حق الوصول إلى برامج التجسس، بيغاسوس في عام 2017. ووفقا للتقرير، فقد تم اختراق هواتف تسعة نشطاء اليمينيين في غضون يونيو 2020 وفبراير 2021. وكان من بين هؤلاء الذين تم اختراقهم ثلاثة أعضاء من وعد، وثلاثة من مركز البحرين لحقوق الإنسان، وواحد من الوفاق واثنان من المنفيين المقيمين في لندن. كما أكد مختبر سيتيزين الكندي بثقة عالية أن الحكومة البحرينية استخدمت مشغل بيغاسوس «لولو» لخرق هواتف أربعة على الأقل من النشطاء التسعة.
تم الكشف في فبراير 2022 أن البحرين استخدمت برنامج التجسس Pegasus التابع لمجموعة NSO لاختراق هواتف ثلاثة أفراد متورطين في المعارضة السياسية. وكان من بين المستهدفين محامٍ بارز وطبيب نفسي بحريني منفي وصحفي. كشف تحقيق منفصل أجراه مشروع Pegasus أن 20 من الموالين المقربين من حكومة البحرين، بما في ذلك عضوان من العائلة المالكة، تم إدراجهم أيضًا في قاعدة البيانات المسربة للأرقام المستهدفة أو المخترقة من قبل NSO. يظهر الهاتف المحمول لمسؤول في وزارة الخارجية الأمريكية، كان يعمل في البحرين وقت اختيارها، أيضًا على قاعدة البيانات المسربة.
في يونيو 2018، استهدفت المملكة العربية السعودية الكاتب الساخر السعودي غانم المصارير ببرنامج Pegasus. أكد باحثون في Citizen Lab استهداف واختراق هاتف المصارير من قبل شبكة مرتبطة بالمملكة العربية السعودية. في 28 مايو 2019، تم تسليم خطاب المطالبة إلى السفارة السعودية في لندن نيابة عن غانم المصرير. في أغسطس / آب 2022، حكم قاضٍ بريطاني بأن المعارض البارز في لندن يمكنه مقاضاة المملكة العربية السعودية بتهمة اختراق بيغاسوس.

### تعليق مجموعة إن إس أو
نشرت صحيفة الغارديان مقالًا ذكرت فيه أنّ مجموعة إن إس أو مطوّرة البرمجية قد حصلت على إذنٍ من بعض الحكومات بما في ذلك الحكومة الإسرائيلية من أجلِ المواصلة في العمل على تطوير البرمجيّة وذلك من أجلِ «مكافحة الإرهاب والجريمة» كما نفت الشركة علمها باستعمال البرمجيّة من قِبل بعض الدول للتجسس على نشطاء في المجتمع المدني.